# Barra

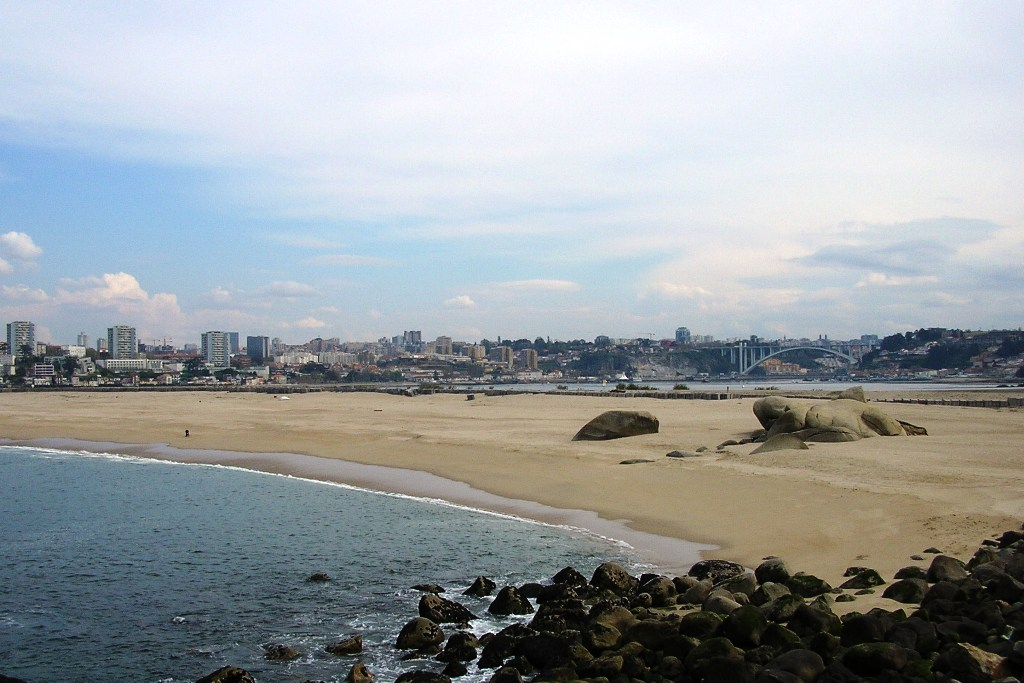
Barra do estuário do rio Douro, em Portugal

Barra é uma formação geológica que pode ocorrer nas desembocaduras de canais, estreitos, estuários, rios e outros cursos de água, devido à acumulação de material de aluvião, paralelo à costa, na linha onde a corrente do curso de água e a do corpo onde este desemboca se equilibram. Neste ponto, é comum haver uma linha de rebentação, devido à diminuição da profundidade. Algumas barras podem formar ilhas, penínsulas, istmos etc. A antiga barra do Capibaribe, por exemplo, deu origem à ilha artificial do Recife (não se sabe, porém, quando surgiu o canal artificial insularizante).
As barras e suas formações resultantes são, muitas vezes, importantes polos turísticos, residenciais, geopolíticos etc. No Brasil, além da barra do Capibaribe, podemos citar, como importantes, a Barra da Tijuca (formação insular, de acordo com alguns mapas) e a barra do São Domingos (formação peninsular). Outras belas barras situam-se em Pipa (formação de Natal) e Bombinhas (complexa formação de istmos e ilhas residuais do platô local — não confundir com os platôs sedimentares da costa leste setentrional brasileira).
Muitas vezes, também ocorrem formando faixas de material que podem consistir de areia ou uma mistura de materiais, conforme a composição dos solos de onde provêm os cursos de água. Alguns destes acúmulos podem constituir as restingas. Também se chamam barras às entradas estreitas dos portos, frequentemente obstruídas por este material aluvional, ou à foz de cursos de água.